# Saison 1984-1985 de snooker
Navigation
1983-1984 1985-1986
La saison 1984-1985 de snooker est la 17e saison de snooker. Elle regroupe 29 tournois organisés par la WPBSA entre le 11 juillet 1984 et le 18 mai 1985.

## Nouveautés
- Remplacement du tournoi des joueurs par le Grand Prix en tant que tournoi classé.
- Le championnat du Royaume-Uni et l'Open de Grande-Bretagne deviennent les 5e et 6e tournois classés.
- Création des Masters de Nouvelle-Zélande, de Singapour et de Malaisie ainsi que du classique de la Costa del Sol et du challenge Carlsberg.
- Retour au calendrier du championnat d'Australie, du championnat d'Angleterre et du championnat d'Irlande.
- Le Classique Tolly Cobbold, le championnat d'Afrique du Sud et la ligue professionnelle de snooker ne sont pas reconduits.

## Calendrier
| C = Tournoi classé (professionnel)              |
| NC = Tournoi non classé (professionnel)         |
| TE = Tournoi par équipes (professionnel)        |
| P/A = Tournoi pro-am (professionnel et amateur) |

| Dates (mois-jour) | Dates (mois-jour) | Tournoi                            | Lieu                | Site                             | Cat. | Vainqueur                | Finaliste                    | Score   | Références |
| 07–11             | 07–13             | Masters de Nouvelle-Zélande        | Auckland            | Kingsgate Convention Centre      | NC   | Jimmy White              | Kirk Stevens                 | 5–3     | [ 1 ]      |
| 08–??             | 08–??             | Championnat du Canada              | Toronto             | Brass Cannon Club                | NC   | Cliff Thorburn           | Mario Morra                  | 9–2     | [ 2 ]      |
| 08–13             | 08–17             | Championnat d'Australie            | Dubbo               | RSL Club                         | NC   | Eddie Charlton           | Warren King (en)             | 10–3    | [ 2 ]      |
| 08–20             | 08–23             | Classique de la Costa del Sol      | Fuengirola          | Hotel Las Palmeras               | NC   | Dennis Taylor            | Mike Hallett                 | 5–2     | [ 3 ]      |
| 08–??             | 08–??             | Masters d'Australie                | Sydney              | Parmatta Club                    | NC   | Tony Knowles             | John Virgo                   | 7–3     | ,          |
| 08–25             | 08–26             | Masters de Singapour               | Singapour           | Mandarin Stadium                 | NC   | Terry Griffiths          | Steve Davis                  | [ n 1 ] | [ 5 ]      |
| 08–28             | 08–29             | Masters de Malaisie                | Kuala Lumpur        | Royal Selangor Club              | NC   | Terry Griffiths          | Tony Meo                     | [ n 1 ] | [ 5 ]      |
| 09–01             | 09–04             | Masters de Thaïlande               | Bangkok             | Ambassador Hotel                 | NC   | Jimmy White              | Terry Griffiths              | 4–3     | ,          |
| 09–??             | 09–??             | Masters de Hong Kong               | Hong Kong           | Stade de la Reine Élisabeth      | NC   | Steve Davis              | Doug Mountjoy                | 4–2     | ,          |
| 09–14             | 09–16             | Challenge Carlsberg                | Dublin              | RTÉ Studios                      | NC   | Jimmy White              | Tony Knowles                 | 9–7     | ,          |
| 09–20             | 09–23             | Masters d'Écosse                   | Glasgow             | Hospitality Inn                  | NC   | Steve Davis              | Jimmy White                  | 9–4     | ,          |
| 09–24             | 10–07             | Open International                 | Newcastle upon Tyne | Eldon Square Recreation Centre   | C    | Steve Davis              | Tony Knowles                 | 9–2     | [ 14 ]     |
| 10-??             | 10-??             | Tournoi Pontins pro-am (automne)   | Prestatyn           | Pontins                          | P/A  | Barry West (en)          | Gary Hancock                 | 7-3     |            |
| 10–20             | 10–28             | Grand Prix                         | Reading             | The Hexagon                      | C    | Dennis Taylor            | Cliff Thorburn               | 10–2    | [ 15 ]     |
| 11–18             | 12–02             | Championnat du Royaume-Uni         | Preston             | Preston Guild Hall               | C    | Steve Davis              | Alex Higgins                 | 16–8    | [ 16 ]     |
| 12–05             | 12–16             | Championnat du monde par équipes   | Northampton         | Derngate Centre                  | TE   | Alex Higgins Jimmy White | Cliff Thorburn Willie Thorne | 10–2    | [ 17 ]     |
| 12–??             | 12–??             | Pot Black                          | Birmingham          | Studios Pebble Mill              | NC   | Doug Mountjoy            | Jimmy White                  | 2–0     | ,          |
| 01–04             | 01–13             | Classique de snooker               | Warrington          | Spectrum Arena                   | C    | Willie Thorne            | Cliff Thorburn               | 13–8    | [ 20 ]     |
| 01–27             | 02–03             | Masters                            | Londres             | Wembley Conference Centre        | NC   | Cliff Thorburn           | Doug Mountjoy                | 9–6     | [ 21 ]     |
| 02–05             | 02–10             | Championnat d'Angleterre           | Ipswich             | Corn Exchange                    | NC   | Steve Davis              | Tony Knowles                 | 9–2     | ,          |
| 02–05             | 02–10             | Championnat d'Écosse               | Edimbourg           | Marco's Leisure Centre           | NC   | Murdo MacLeod            | Eddie Sinclair (en)          | 10–2    | ,          |
| 02–17             | 03–03             | Open de Grande-Bretagne            | Derby               | Assembly Rooms                   | C    | Silvino Francisco        | Kirk Stevens                 | 12–9    | ,          |
| 03–20             | 03–23             | Coupe du monde                     | Bournemouth         | Bournemouth International Centre | TE   | Irlande                  | Angleterre                   | 9–7     | ,          |
| 03–26             | 03–31             | Masters d'Irlande                  | Kill                | Goff's                           | NC   | Jimmy White              | Alex Higgins                 | 9–5     | [ 29 ]     |
| 04–08             | 04–11             | Championnat d'Irlande              | Belfast             | Ulster Hall                      | NC   | Dennis Taylor            | Alex Higgins                 | 10–5    | ,          |
| 04–12             | 04–28             | Championnat du monde               | Sheffield           | Crucible Theatre                 | C    | Dennis Taylor            | Steve Davis                  | 18–17   | [ 32 ]     |
| 05–07             | 05–11             | Championnat du pays de Galles      | Abertillery         | Abertillery Leisure Centre       | NC   | Terry Griffiths          | Doug Mountjoy                | 9–4     | [ 33 ]     |
| 05–11             | 05–18             | Tournoi Pontins professionnel      | Prestatyn           | Pontins                          | NC   | Terry Griffiths          | John Spencer                 | 9–7     | ,          |
| 05–11             | 05–18             | Tournoi Pontins pro-am (printemps) | Prestatyn           | Pontins                          | P/A  | Jim Chambers             | John Parrott                 | 7-6     |            |

## Classement mondialen début et fin de saison

### Classement après lechampionnat du monde 1984
| Rang | Évol.           | Joueur          | Points |
| 1    | en augmentation | Steve Davis     | 9      |
| 2    | 1               | Ray Reardon     | 8      |
| 3    | en stagnation   | Cliff Thorburn  | 8      |
| 4    | 11              | Tony Knowles    | 7      |
| 5    | 3               | Alex Higgins    | 6      |
| 6    | 1               | Eddie Charlton  | 6      |
| 7    | 1               | Kirk Stevens    | 6      |
| 8    | 1               | Bill Werbeniuk  | 5      |
| 9    | 5               | Terry Griffiths | 4      |
| 10   | 2               | David Taylor    | 3      |
| 11   | 1               | Jimmy White     | 3      |
| 12   | 5               | Doug Mountjoy   | 3      |
| 13   | en stagnation   | Dennis Taylor   | 3      |
| 14   | 5               | John Virgo      | 2      |
| 15   | 9               | Tony Meo        | 2      |
| 16   | 4               | John Spencer    | 2      |

### Classement après lechampionnat du monde 1985
| Rang | Évol.         | Joueur          |
| 1    | en stagnation | Steve Davis     |
| 2    | 2             | Tony Knowles    |
| 3    | en stagnation | Cliff Thorburn  |
| 4    | 3             | Kirk Stevens    |
| 5    | en diminution | Ray Reardon     |
| 6    | en stagnation | Eddie Charlton  |
| 7    | 4             | Jimmy White     |
| 8    | 1             | Terry Griffiths |
| 9    | 4             | Alex Higgins    |
| 10   | 5             | Tony Meo        |
| 11   | 2             | Dennis Taylor   |
| 12   | 6             | Willie Thorne   |
| 13   | 3             | John Spencer    |
| 14   | 6             | Bill Werbeniuk  |
| 15   | 3             | Doug Mountjoy   |
| 16   | 6             | David Taylor    |